# Cheumatopsyche tournii
Cheumatopsyche tournii är en nattsländeart som beskrevs av Gibon, Guenda och Coulibaly 1994. Cheumatopsyche tournii ingår i släktet Cheumatopsyche och familjen ryssjenattsländor. Inga underarter finns listade i Catalogue of Life.